# Yaxley (Suffolk)
Pour les articles homonymes, voir Yaxley.
Yaxley est un village et une paroisse civile du Suffolk, en Angleterre. Il est situé dans le nord du comté, à quelques kilomètres à l'ouest de la ville de Eye. Administrativement, il relève du district de Mid Suffolk.

## Démographie
Au recensement de 2011, la paroisse civile de Yaxley comptait 588 habitants.